# Kate Nauta
Kate Lynne Nauta (* 29. April 1982 in Salem, Oregon) ist ein US-amerikanisches Fotomodell und Filmschauspielerin.

## Allgemeines
Nauta wurde im Alter von 15 Jahren als Fotomodell entdeckt. Sie arbeitete für Versace, L’Oréal, DKNY und Abercrombie & Fitch. Neben ihrer Modeltätigkeit und ihrer Leidenschaft für Musik – sie musizierte bereits mit Lenny Kravitz – agierte sie auch als Schauspielerin, wie z. B. in Transporter – The Mission, zu dessen Soundtrack sie zwei Musiktitel beisteuerte.

## Filmografie
- 2005: Transporter – The Mission (Le Transporteur II)
- 2007: Daddy ohne Plan (The Game Plan)
- 2009: The Good Guy
- 2009: In der Tiefe wartet der Tod (Nine Miles Down)
- 2009: Choose
- 2009: Mind Games
- 2010: The Somnambulist
- 2010: Weapons of God
- 2011: Drive and Seek (Kurzfilm)
- 2013: Snow Sharks (Avalanche Sharks)